# Homoléptico
En química inorgánica un compuesto homoléptico es un complejo metálico en el cual todos los ligandos unidos al metal son idénticos.
Algunos compuestos cuyos nombres sugieren que son homolépticos son de hecho heterolépticos, debido a que poseen ligandos que no son expresados en el nombre. Por ejemplo los complejos de  dialquilmagnesio que pueden ser hallados en el equilibrio que existe en una solución de reactivo de Grignard en éter, poseen dos ligandos éter unidos a cada centro de magnesio.
Otro ejemplo es una solución de trimetilaluminio en un solvente tipo éter (tal como por ejemplo el THF), y se puede esperar un comportamiento similar para los triaril o trialquil boranos.
Cualquier especie metálica que posea más de un tipo de ligando se dice que es heteroléptica.
Es posible para algunos ligandos tales como el DMSO unirse coordinadamente de dos modos diferentes (o más). Aun así es razonable considerar a complejos de este tipo como homolépticos. Por ejemplo en el complejo diclorotetrakis(dimetil sulfóxido)rutenio(II), el DMSO coordina tanto por medio de los átomos de azufre como por medio de los átomos de oxígeno.

## Ejemplos
- Ferrocianuro
- Ferroceno
- Hexafluoruro de uranio
- Tetraetilplomo
- Tetrametilplomo
- Trimetilaluminio
- dimetilmercurio
- Dietilzinc
- Trietilborano
- Cromato
- Permanganato
- Ferroína